# Heliconius gisela
Heliconius gisela är en fjärilsart som beskrevs av Friedrich Wilhelm Niepelt 1908. Heliconius gisela ingår i släktet Heliconius och familjen praktfjärilar. Inga underarter finns listade i Catalogue of Life.